# Statistiche e record dell'Unione Sportiva Sassuolo Calcio

## Statistiche di squadra

### Partecipazione ai campionati nazionali
Di seguito due tabelle raffiguranti le partecipazioni del Sassuolo ai campionati di calcio.
| Livello | Categoria                       | Partecipazioni | Debutto | Ultima stagione | Totale |
| ------- | ------------------------------- | -------------- | ------- | --------------- | ------ |
| 1º      | Serie A                         | 11             | 2013-14 | 2023-24         | 11     |
| 2º      | Serie B                         | 6              | 2008-09 | 2024-25         | 6      |
| 3º      | Serie C1                        | 2              | 2006-07 | 2007-08         | 2      |
| 4º      | Serie D                         | 8              | 1968-69 | 1977-78         | 22     |
| 4º      | Serie C2                        | 14             | 1984-85 | 2005-06         | 22     |
| 5º      | Serie D                         | 1              | 1978-79 | 1978-79         | 12     |
| 5º      | Campionato Interregionale       | 5              | 1981-82 | 1991-92         | 12     |
| 5º      | Campionato Nazionale Dilettanti | 6              | 1992-93 | 1997-98         | 12     |

### Partecipazione ai campionati regionali
| Livello | Categoria       | Partecipazioni | Debutto | Ultima stagione | Totale |
| ------- | --------------- | -------------- | ------- | --------------- | ------ |
| 1º      | Promozione      | 16             | 1945-46 | 1980-81         | 16     |
| 2º      | Prima Categoria | 8              | 1959-60 | 1967-68         | 8      |

### Partecipazione alle coppe nazionali
| Categoria                   | Partecipazioni | Debutto   | Ultima stagione | Totale |
| --------------------------- | -------------- | --------- | --------------- | ------ |
| Coppa Italia                | 19             | 2006-2007 | 2024-2025       | 19     |
| Coppa Italia Serie C        | 16             | 1984-1985 | 2007-2008       | 16     |
| Supercoppa di Lega Serie C1 | 1              | 2007-2008 | 2007-2008       | 1      |

### Partecipazione alle competizioni internazionali
| Competizione UEFA | Partecipazioni | Debutto   | Ultima stagione | Totale |
| ----------------- | -------------- | --------- | --------------- | ------ |
| Europa League     | 1              | 2016-2017 | 2016-2017       | 1      |

### Statistiche di tutte le squadre affrontate in serie A
Le squadre con cui il Sassuolo ha vinto il maggior numero di partite complessive in serie A sono il Genoa e la Sampdoria, nei cui confronti conta 8 vittorie totali. Il Genoa è la squadra con cui il Sassuolo ha vinto il maggior numero di partite casalinghe (6) mentre il maggior numero di partite in trasferta sono state vinte contro la Sampdoria e l'Hellas Verona (entrambe 4).
Il Sassuolo ha pareggiato il maggior numero di partite complessive in serie A con il Cagliari, con un totale di 10 risultati di parità. La Roma è la squadra con cui la Sassuolo ha pareggiato il maggior numero di partite in trasferta (5), mentre sono Torino e, appunto, Cagliari le squadre con cui i Nero-verdi hanno pareggiato il maggior numero di partite casalinghe (6).
La squadra con cui la Sassuolo ha perso il maggior numero di partite complessive in serie A è la Juventus, con cui ha perso un totale di 12 partite. Sempre la Juventus è la squadra con cui il Sassuolo ha perso il maggior numero di partite in trasferta (7), mentre ha perso il maggior numero di partite casalinghe contro la Juventus, l'Inter, la Roma e il Milan (5).
La squadra con cui il Sassuolo ha segnato il maggior numero di reti complessive è il Genoa, nei cui confronti i Nero-verdi hanno messo a segno 33 reti totali.
La squadra con cui il Sassuolo ha subito il maggior numero di reti complessive è la Juventus, dalla quale ha subito 42 reti totali.
Nella tabella sottostante sono riportate le statistiche dell'Unione Sportiva Sassuolo Calcio negli incontri di serie A con le altre 33 squadre finora affrontate nei campionati a girone unico.
In grassetto sono indicate le squadre che disputeranno in serie A la stagione 2021-2022.
Bilancio: : positivo; : neutro; : negativo.
Aggiornato al 7 febbraio 2022.
| Squadra     | G   | VC | PC | SC | VF | PF | SF | VT  | PT  | ST  | GF  | GS  | Bilancio |
| ----------- | --- | -- | -- | -- | -- | -- | -- | --- | --- | --- | --- | --- | -------- |
| Atalanta    | 22  | 3  | 3  | 5  | 1  | 2  | 8  | 4   | 5   | 13  | 22  | 47  |          |
| Benevento   | 4   | 1  | 1  | 0  | 2  | 0  | 0  | 3   | 1   | 0   | 6   | 3   |          |
| Bologna     | 20  | 2  | 4  | 4  | 4  | 2  | 4  | 6   | 6   | 8   | 25  | 31  |          |
| Brescia     | 2   | 1  | 0  | 0  | 1  | 0  | 0  | 2   | 0   | 0   | 5   | 0   |          |
| Cagliari    | 18  | 2  | 6  | 1  | 1  | 4  | 4  | 3   | 10  | 5   | 28  | 24  |          |
| Carpi       | 2   | 1  | 0  | 0  | 1  | 0  | 0  | 2   | 0   | 0   | 4   | 1   |          |
| Catania     | 2   | 1  | 0  | 0  | 0  | 1  | 0  | 1   | 1   | 0   | 3   | 1   |          |
| Cesena      | 2   | 0  | 1  | 0  | 1  | 0  | 0  | 1   | 1   | 0   | 4   | 3   |          |
| Chievo      | 12  | 2  | 2  | 2  | 2  | 3  | 1  | 4   | 5   | 3   | 13  | 9   |          |
| Crotone     | 6   | 3  | 0  | 0  | 1  | 1  | 1  | 4   | 1   | 1   | 11  | 8   |          |
| Empoli      | 14  | 5  | 0  | 2  | 3  | 0  | 4  | 8   | 0   | 6   | 31  | 24  |          |
| Fiorentina  | 22  | 4  | 3  | 4  | 3  | 3  | 5  | 7   | 6   | 9   | 31  | 38  |          |
| Frosinone   | 6   | 1  | 2  | 0  | 2  | 0  | 1  | 3   | 2   | 1   | 8   | 6   |          |
| Genoa       | 20  | 6  | 2  | 2  | 2  | 3  | 5  | 8   | 5   | 7   | 35  | 27  |          |
| Inter       | 22  | 5  | 0  | 6  | 5  | 2  | 4  | 10  | 2   | 10  | 28  | 41  |          |
| Juventus    | 22  | 3  | 2  | 6  | 1  | 1  | 9  | 4   | 3   | 15  | 21  | 51  |          |
| Lazio       | 22  | 3  | 2  | 6  | 2  | 2  | 7  | 5   | 4   | 13  | 26  | 43  |          |
| Lecce       | 6   | 2  | 0  | 1  | 0  | 1  | 1  | 2   | 2   | 2   | 8   | 9   |          |
| Livorno     | 2   | 0  | 0  | 1  | 0  | 0  | 1  | 0   | 0   | 2   | 2   | 7   |          |
| Milan       | 22  | 3  | 2  | 6  | 4  | 2  | 5  | 7   | 4   | 11  | 33  | 36  |          |
| Napoli      | 22  | 1  | 5  | 5  | 1  | 2  | 8  | 2   | 7   | 13  | 20  | 49  |          |
| Palermo     | 6   | 1  | 2  | 0  | 2  | 0  | 1  | 3   | 2   | 1   | 9   | 5   |          |
| Parma       | 10  | 1  | 2  | 2  | 2  | 0  | 3  | 3   | 2   | 5   | 13  | 12  |          |
| Pescara     | 2   | 0  | 0  | 1  | 1  | 0  | 0  | 1   | 0   | 1   | 3   | 4   |          |
| Roma        | 22  | 1  | 4  | 6  | 1  | 5  | 5  | 2   | 9   | 11  | 26  | 42  |          |
| Salernitana | 6   | 2  | 1  | 0  | 0  | 2  | 1  | 2   | 3   | 1   | 12  | 9   |          |
| Sampdoria   | 20  | 4  | 3  | 3  | 4  | 4  | 2  | 8   | 7   | 5   | 29  | 27  |          |
| SPAL        | 6   | 1  | 2  | 0  | 3  | 0  | 0  | 4   | 2   | 0   | 10  | 3   |          |
| Spezia      | 6   | 2  | 0  | 1  | 1  | 2  | 0  | 3   | 2   | 1   | 14  | 8   |          |
| Torino      | 22  | 1  | 8  | 2  | 3  | 1  | 7  | 4   | 9   | 9   | 26  | 35  |          |
| Udinese     | 22  | 1  | 5  | 4  | 3  | 4  | 4  | 4   | 9   | 8   | 19  | 27  |          |
| Venezia     | 2   | 1  | 0  | 0  | 1  | 0  | 0  | 2   | 0   | 0   | 7   | 2   |          |
| Verona      | 18  | 5  | 1  | 3  | 4  | 1  | 4  | 9   | 2   | 7   | 28  | 27  |          |
| Totale      | 406 | 69 | 63 | 73 | 62 | 48 | 91 | 131 | 111 | 164 | 560 | 659 |          |

### I record in Serie A
Dati aggiornati alla stagione 2023-2024. Dati riferiti esclusivamente a campionati a venti squadre, con vittoria valevole 3 punti (gli unici ai quali il Sassuolo ha partecipato).
| Record: vittorie, pareggi, sconfitte - Maggior numero di vittorie in campionato: 16 (2015-2016) - Minor numero di vittorie in campionato: 7 (2023-24) - Maggior numero di pareggi in campionato: 16 (2018-19) - Minor numero di pareggi in campionato: 7 (2013-14; 2016-17) - Maggior numero di sconfitte in campionato: 22 (2013-14; 2023-24) - Minor numero di sconfitte in campionato: 9 (2015-16) - Maggior numero di vittorie in casa: 8 (2015-16; 2019-20) - Minor numero di vittorie in casa: 4 (2017-18) - Maggior numero di vittorie in trasferta: 8 (2015-16) - Minor numero di vittorie in trasferta: 2 (2023-24) - Maggior numero di pareggi in casa: 10 (2018-19) - Minor numero di pareggi in casa: 2 (2013-14) - Maggior numero di pareggi in trasferta: 6 (2018-19; 2019-20) - Minor numero di pareggi in trasferta: 3 (2017-18) - Maggior numero di sconfitte in casa: 12 (2013-14) - Minor numero di sconfitte in casa: 3 (2015-16) - Maggior numero di sconfitte in trasferta: 13 (2023-24) - Minor numero di sconfitte in trasferta: 6 (2015-16) - Maggior numero di vittorie iniziali consecutive: 2 (2015-16) - Maggior numero di vittorie consecutive: 4 (2014-15; 2015-16; 2019-20) - Maggior numero di pareggi consecutivi: 4 (2017-18) - Maggior numero di sconfitte consecutive: 7 (2013-14) - Record di risultati utili consecutivi (senza sconfitte): 8 (2014-15: 4 vittorie - 4 pareggi; 2017-18: 3 vittorie - 5 pareggi; 2019-20: 4 vittorie - 4 pareggi; 2020-21: 5 vittorie - 3 pareggi) - Vittoria più larga in casa: 29 luglio 2020: Sassuolo-Genoa 5-0 (2019-2020) - Vittoria più larga in trasferta: 9 gennaio 2022: Empoli-Sassuolo 1-5 (2021-2022) - Sconfitta più larga in casa: 22 settembre 2013: Sassuolo-Inter 0-7 (2013-2014) - Sconfitta più larga in trasferta: 14 settembre 2014: Inter-Sassuolo 7-0 (2014-15) 4 febbraio 2018: Juventus-Sassuolo 7-0 (2017-2018) |

| Punti - Maggior numero di punti ottenuti in una stagione: 61 punti (2015-16) - Maggior numero di punti ottenuti in casa in una stagione: 32 punti (2015-16) - Maggior numero di punti ottenuti in trasferta in una stagione: 29 punti (2015-16) - Minor numero di punti ottenuti in una stagione: 30 punti (2023-24) - Minor numero di punti ottenuti in casa in una stagione: 17 punti (2013-14) - Minor numero di punti ottenuti in trasferta in una stagione: 10 punti (2023-24) | Reti - Maggior numero di reti segnate in campionato: 69 (2019-20) - Minor numero di reti segnate in campionato: 29 (2017-18) - Maggior numero di reti subite in campionato: 75 (2023-24) - Minor numero di reti subite in campionato: 40 (2015-16) |

## Statistiche individuali

### Lista dei capitani
Dati aggiornati al 4 febbraio 2024.
| Calciatore           | Ruolo | Stagioni al club                            | Stagioni da capitano | Presenze | Reti |
| -------------------- | ----- | ------------------------------------------- | -------------------- | -------- | ---- |
| …                    |       |                                             |                      |          |      |
| Massimo Spezia       | A     | 1983-1984, 1993-1995, 1997-1998 e 2000-2001 | 2000-2001 (1)        | 98       | 32   |
| …                    |       |                                             |                      |          |      |
| Marco Lo Pinto       | C     | 2003-2005                                   | 2003-2005 (2)        | 31       | 4    |
| Marco Piccioni       | D     | 2004-2012                                   | 2005-2012 (7)        | 202      | 12   |
| Francesco Magnanelli | C     | 2005-2022                                   | 2012-2022 (10)       | 483      | 8    |
| Gian Marco Ferrari   | D     | 2018-2024                                   | 2022-2024 (2)        | 188      | 7    |
| Domenico Berardi     | A     | 2012-                                       | 2024- (1)            | 368      | 137  |

### Record

#### Presenze
| Campionato* - 483 Francesco Magnanelli (2005-2022) - 368 Domenico Berardi (2012-) - 357 Andrea Consigli (2014-) - 228 Gaetano Masucci (2004-2011, 2011-2014) - 214 Marco Piccioni (2004-2012) - 209 Nicolò Consolini (2004-2012) - 192 Grégoire Defrel (2015-2015, 2019-2024) - 189 Simone Missiroli (2012-2018) - 188 Gian Marco Ferrari (2018-2024) - 182 Alberto Pomini (2004-2017) | Coppa Italia - 17 Francesco Magnanelli (2006-2007, 2008-2022) - 15 Domenico Berardi (2012-) - 12 Alberto Pomini (2006-2007, 2008-2017) - 11 Nicolò Consolini (2006-2007, 2008-2012) - 10 Federico Peluso (2014-2022) - 9 Diego Falcinelli (2009-2010, 2011-2012, 2012, 2015-2016, 2017-2018) 9 Alessandro Longhi (2011-2016) 9 Simone Missiroli (2012-2018) 9 Gianluca Pegolo (2015-2024) - 8 Grégoire Defrel (2015-2015, 2019-2024) 8 Gaetano Masucci (2006-2007, 2007-2011, 2011-2014) 8 Rogério (2017-2023) | Competizioni UEFA - 10 Francesco Acerbi (2016-2017) - 9 Andrea Consigli (2016-2017) 9 Francesco Magnanelli (2016-2017) 9 Matteo Politano (2016-2017) - 8 Davide Biondini (2016-2017) 8 Grégoire Defrel (2016-2017) - 7 Paolo Cannavaro (2016-2017) 7 Pol Lirola (2016-2017) 7 Federico Peluso (2016-2017) - 6 Alessandro Matri (2016-2017) 6 Antonino Ragusa (2016-2017) 6 Federico Ricci (2016-2017) |

| Serie A - 357 Andrea Consigli (2014-2024) - 314 Domenico Berardi (2013-2024) - 208 Francesco Magnanelli (2013-2022) - 192 Grégoire Defrel (2015-2017, 2019-2024) - 188 Gian Marco Ferrari (2018-2024) - 175 Federico Peluso (2014-2022) - 157 Francesco Acerbi (2013-2018) - 148 Rogério (2017-2023) - 132 Simone Missiroli (2013-2018) - 130 Jeremy Toljan (2019-2024) | Serie B - 190 Francesco Magnanelli (2008-2013) - 113 Gaetano Masucci (2008-2011, 2011-2013) - 112 Alberto Pomini (2008-2013) - 98 Walter Bressan (2008-2011) 98 Alessandro Noselli (2008-2012) - 95 Nicolò Consolini (2008-2012) 95 Marco Piccioni (2008-2012) - 81 Alessandro Longhi (2011-2013) - 77 Paolo Bianco (2010-2013) 77 Daniele Martinetti (2009-2011) |

| Serie C1 - 62 Horacio Erpen (2006-2008) 62 Filippo Pensalfini (2006-2008) 62 Marco Piccioni (2006-2008) - 59 Gaetano Masucci (2006-2008) - 58 Nicolò Consolini (2004-2012) - 53 William Jidayi (2006-2008) 53 Andy Selva (2006-2008) - 50 Francesco Magnanelli (2006-2008) - 43 Fabrizio Anselmi (2006-2008) - 42 Sebastiano Girelli (2006-2008) | Serie C2 - 147 Michele Malpeli (1999-2002, 2003-2005) - 144 Luigi Bertolini (1984-1985, 1987-1990) - 92 Marco Schenardi (1987-1990) - 91 Luciano Briga (1987-1990) - 89 Emidio Cattelani (1984-1987) 89 Mauro Roberto (1987-1990) - 88 Riccardo Zaccheroni (1984-1987) - 85 Cris Gilioli (2003-2006) - 83 Massimo Pellegrini (1998-2002) - 76 Mario Tavaglione (1987-1990) |

#### Reti
| Campionato* - 137 Domenico Berardi (2012-) - 41 Gaetano Masucci (2004-2011, 2011-2014) - 38 Alessandro Noselli (2008-2012) - 32 Francesco Caputo (2019-2021) - 30 Grégoire Defrel (2015-2017, 2019-2024) - 24 Armand Laurienté (2022-) - 23 Sergio D'Agostino (1988-1990) 23 Andy Selva (2006-2009) - 21 Richmond Boakye (2011-2013) - 20 Daniele Martinetti (2009-2011) 20 Matteo Politano (2015-2018) 20 Gianluca Sansone (2011-2012) 20 Simone Zaza (2013-2015) | Coppa Italia - 4 Domenico Berardi (2012-) 4 Samuele Mulattieri (2023-) - 3 Antonio Floro Flores (2013-2016) 3 Emiliano Salvetti (2008-2010) 3 Nicola Sansone (2014-2016) - 2 Richmond Boakye (2011-2013) 2 Diego Falcinelli (2011-2012, 2012, 2015-2016, 2017-2018) 2 Karim Laribi (2011-2014, 2015-2016) 2 Gaetano Masucci (2006-2011, 2011-2014) 2 Luigi Riccio (2009-2011) 2 Andy Selva (2006-2007, 2008-2009) 2 Michele Troiano (2010-2013) 2 Hamed Junior Traorè (2019-2023) | Competizioni UEFA - 5 Domenico Berardi (2016-2017) - 4 Grégoire Defrel (2016-2017) - 3 Matteo Politano (2016-2017) - 1 Pol Lirola (2016-2017) 1 Lorenzo Pellegrini (2016-2017) 1 Antonino Ragusa (2016-2017) |

| Serie A - 122 Domenico Berardi (2013-2024) - 32 Francesco Caputo (2019-2021) - 30 Grégoire Defrel (2015-2017, 2019-2024) - 20 Matteo Politano (2015-2018) 20 Simone Zaza (2013-2015) - 18 Jeremie Boga (2018-2022) 18 Giacomo Raspadori (2018-2022) - 17 Nicola Sansone (2014-2016) - 16 Gianluca Scamacca (2017-2018, 2019, 2021-2022) 16 Hamed Junior Traorè (2019-2023) - 16 Andrea Pinamonti (2022-2024) | Serie B - 38 Alessandro Noselli (2008-2012) - 21 Richmond Boakye (2011-2013) - 20 Daniele Martinetti (2009-2011) 20 Gianluca Sansone (2011-2012) - 19 Gaetano Masucci (2008-2011, 2011-2013) - 16 Riccardo Zampagna (2008-2010) - 15 Domenico Berardi (2012-2013, 2024-) - 14 Emanuele Terranova (2011-2013) - 12 Armand Laurienté (2022-) - 11 Leonardo Pavoletti (2012-2013) |

| Serie C1 - 23 Andy Selva (2006-2008) - 14 Gaetano Masucci (2006-2008) - 10 Horacio Erpen (2006-2008) - 8 Marco Piccioni (2006-2008) - 6 Stefano Pagani (2006-2008) 6 Filippo Pensalfini (2006-2008) - 3 Roberto Colussi (2007-2008) - 2 Fabrizio Anselmi (2006-2008) 2 Manuel Benetti (2006-2008) 2 Massimiliano Fusani (2007-2008) 2 Sebastiano Girelli (2006-2008) 2 William Jidayi (2006-2008) 2 Francesco Magnanelli (2006-2008) | Serie C2 23 Sergio D'Agostino (1988-1990) 19 Alessandro Andreini (2004-2006) 17 Piero Maini (1984-1986) 17 Massimo Pellegrini (1998-2002) 13 Daniele Federici (2003-2005) 12 Stefano Paraluppi (1988-1990) 12 Claudio Ramacciotti (1998-2000) 12 Stefano Paraluppi (1988-1990) 12 Andrea Tedeschi (1999-2000, 2003-2004) 11 Cris Gilioli (2003-2006) 11 Marco Vianello (2004-2006) |

- Dati riferiti esclusivamente al periodo tra i professionisti, cioè dal 1984 al 1990 e dal 1998 in poi

Dati aggiornati al 10 febbraio 2025.